# Sperling und die letzte Chance
Sperling und die letzte Chance ist ein deutscher Fernsehfilm von Thomas Jahn aus dem Jahr 2004. Es handelt sich um die fünfzehnte Episode der ZDF-Kriminalfilmreihe Sperling mit Dieter Pfaff in der Titelrolle. Sperlings Team besteht aus Marie Winter, verkörpert von Carin C. Tietze, Falk Hofmann (Philipp Moog), Waltraud Schütze (Anna Böttcher) und Norbert Wachutka (Hans-Joachim Grubel). Die Haupt-Gaststars dieser Folge sind Anneke Kim Sarnau, Walter Kreye, Martin Lindow, Thierry van Werveke und Thomas Bestvater.

## Handlung
Kriminalhauptkommissar Hans Sperling aus Berlin erhält nach fast zwanzig Jahren ohne Kontakt eine Einladung zur Hochzeit seines ehemaligen Kollegen und Freundes Kurt Blau. Während der Hochzeitsfeier bricht Blau zusammen und wird ins Krankenhaus eingeliefert. Dort erfährt Sperling von Veronika Fäller-Blau, der neuen Frau seines Freundes, dass ihr Mann einen bösartigen Tumor im fortgeschrittenen Stadium hinter dem Ohr habe, der in Deutschland nicht zu operieren sei. In Los Angeles gebe es eine Klinik, die solche Operationen mache, aber dazu fehle ihnen das Geld. Veronika, die der ersten Frau Blaus, Rita, zum Verwechseln ähnlich sieht, bittet Bloch noch darum Stillschweigen zu wahren, da ihr Mann nicht wolle, dass jemand von seiner Krankheit erfahre. Sie gibt ihm jedoch einen Tipp, wo er Walter, der als Geldkurierfahrer arbeitet, in der Mittagszeit fast immer antreffen könne, falls er doch mit ihm reden möchte. Vielleicht höre er ja auf ihn. An dem betreffenden Imbissstand hält das gepanzerte Fahrzeug tatsächlich. Während Sperling einige Worte mit Blaus Kollegen Werner Konopka wechselt, stellen beide plötzlich fest, dass sowohl der Panzerwagen als auch Kurt Blau nicht mehr da sind. Blau muss sich damit entfernt haben. Immerhin befinden sich in dem Fahrzeug sechs Millionen Euro. Sperling leitet daraufhin eine Fahndung nach dem Fahrzeug ein.
Blau scheint sich gut auf diesen Tag vorbereitet zu haben. Er sprengt das Fahrzeug und entnimmt ihm das Geld. Unter einem Berg von Laub hat er ein Polizeifahrzeug deponiert, in das er umsteigt. Derweil wird Sperling zu Josef Schramm von der Inneren zitiert, der wissen will, wie gut er Kurt Blau kenne. Nachdem Sperling von Blaus Krankheit erzählt hat, meint Schramm, ob dies der letzte Liebesdienst eines Freundes für einen Sterbenskranken sei. Sperling erwidert auf Schramms Frage, warum beide sich zwanzig Jahre nicht gesehen hätten, Blau gebe ihm die Schuld am Tod seiner ersten Frau.
Ralf Schmelich, ein dubioser Geldverleiher, mit dem Blau Geschäfte macht, holt seinen Cousin Baldwin Grawert ab, der nach zwanzig Jahren aus dem Gefängnis entlassen worden ist. Als er ihn fragt, was er jetzt vorhabe, erwidert dieser verbittert, dass er „der Drecksau“, die ihn ins Gefängnis gebracht und ihm „die Beine weggeschossen“ habe, eine Kugel verpassen wolle. Schmelichs Einwand, dann müsse er doch sofort wieder ins Gefängnis, wischt er weg und meint, das mache ihm nichts aus. Kurz darauf erhält er einen Anruf Blaus, des Mannes, den er erschießen will. Blau erzählt ihm, dass nicht er es gewesen sei, der ihm damals in den Rücken geschossen habe, er solle einmal nachdenken, sie seien zu zweit gewesen. Außerdem erzählt er ihm, dass er von Schmelich noch knapp 140.000 Euro zu bekommen habe, die vermache er ihm.
Sperling geht inzwischen mit Veronika Fäller-Blau aus, da sie, wie es scheint, von ihrem Mann nicht in dessen Pläne eingeweiht war. Veronika will wissen, was in der Nacht geschah, als Rita Blau ums Leben kam. Blau und er seien zu seinem Einsatz gerufen worden, einem Einbruch. Die Adresse sei Kurts Haus gewesen. Kurt sei mit gezogener Waffe zum Vordereingang gegangen, er sei zum hinteren Eingang gelaufen. Blau habe damals Geschäfte mit einem Kleinkriminellen gemacht. Dieser sei bei Blau zuhause eingebrochen, um sich sein Geld zu holen. Er habe Rita Blau ein Messer an die Kehle gedrückt, es sei schon Blut geflossen, und dann … er wisse nicht mehr, wie es gekommen sei, das sei ganz plötzlich gewesen, seien mehrere Schüsse gefallen. Er habe nicht geschossen, trage aber seitdem keine Waffe mehr und habe auch nie wieder eine angefasst. In der Gerichtsmedizin habe man nicht mehr feststellen können, ob Rita an dem Schnitt durch die Kehle gestorben sei oder an zwei Kugeln in der Nähe ihres Herzens, abgefeuert aus einer Waffe, auf der sich ausschließlich die Fingerabdrücke von Grawert befunden hätten. Mit derselben Waffe soll sich Grawert auch ins Bein und in den Hals geschossen haben. So habe es im Protokoll gestanden.
Ganz plötzlich taucht Blau wieder bei Sperling auf. Er wolle, dass Sperling ihn gehen lasse, er sei ihm etwas schuldig. Er solle ihn und Veronika einfach gehen lassen. Kurz darauf erhält Sperling ein Paket mit viel Geld und den Zeilen. „Danke für alles. Kurt.“ Seine Mitarbeiter reagieren bestürzt. Es wäre doch jetzt Zeit die Innere zu benachrichtigen, meint Sperling, mit Sarkasmus in der Stimme. Es handelt sich um einen Betrag von 520.000 Euro.
Das Geschehen spitzt sich zu, Ralf Schmelich, der auch etwas vom Kuchen abhaben will, wird von Werner Konopka, der eher einfach gestrickt ist, erschossen. Er hat Blau stets beobachtet und verfolgt. Er möchte sich mit dem Geld nun ein schönes Leben machen. Auf einem privaten Flugplatz, wo von Blau ein Flugzeug mit Pilot gechartet worden ist, kommt es zum letzten Kapitel. Sperling erscheint, Konopka will auf ihn schießen, wird von Blau aber außer Gefecht gesetzt. Nachdem er ihm das Leben gerettet habe, meint Blau zu Sperling, müsse er ihn gehen lassen. Als Sperling Blau wissen lässt, dass Veronika nicht kommen werde, da sie mit zerschnittenem Gesicht in einem roten Ford Capri sitze, will Blau ihm nicht glauben. Sperling meint jedoch, er habe es wieder vermasselt, genau wie damals, als er einfach losgeballert habe und Rita an seinen Kugeln gestorben sei. Und was mache er jetzt, jetzt setze er, genauso wie damals, das Leben der Frau aufs Spiel, die ihn liebe, und scheue sich nicht, vorzutäuschen, todkrank zu sein. Blau solle endlich kapieren, dass er nichts mit seinem verpfuschten Leben zu tun habe. Obwohl Sperling Blau die Möglichkeit gibt ins Flugzeug zu steigen und abzuhauen, läuft Blau ihm nach.

## Produktion

### Dreharbeiten, Produktionsnotizen
Der Film wurde in Berlin und Umgebung gedreht. Die Aufnahmeleitung lag bei Nina Hilzinger, Janna Schultz und Doris Edwards, die Produktionsleitung bei Kerstin Kroemer und die Redaktion bei Klaus Bassiner und Axel Laustroer. Es handelt sich um eine Produktion der Polyphon im Auftrag des ZDF.

### Veröffentlichung
Sperling und die letzte Chance wurde erstmals am 10. Januar 2004 zur Hauptsendezeit im ZDF ausgestrahlt.
Diese fünfzehnte Episode der Reihe erschien zusammen mit allen weiteren 17 Folgen am 10. April 2015 auf DVD, herausgegeben von der Edel Germany GmbH.

## Kritik
Die Redaktion der Fernsehzeitschrift TV Spielfilm zeigte mit dem Daumen nach oben, gab für Action einen von drei möglichen Punkten, für Anspruch zwei und für Spannung drei und lobte: „Sperling war seit jeher gut, doch dieser brillant gefilmte […] und gespielte Film verdient einen Ehrenplatz im Krimi-Olymp.“ Fazit: „Frühes Highlight im 3sat-Krimisommer“.
Rainer Tittelbach gab dem Film auf seiner Seite tittelbach.tv 4½ von 6 möglichen Sternen und meinte, neben Bella Block sei Sperling „die beste ZDF-Krimi-Reihe der 1990er/2000er Jahre und von der Kritik hochgelobt“. Da seine eigene Erinnerung an diese Folge verblasst sei, zitierte der Kritiker unter anderem Thilo Wydra vom Tagesspiegel: „Dieter Pfaff ist in ‚Sperling und die letzte Chance‘ noch weicher, noch leiser als bisher, um dann urplötzlich laut loszudonnern. Wie Sperling von der Vergangenheit eingeholt wird und alles wieder hochkommt, das zeichnen die Drehbuchautoren Lars Becker und Regisseur Thomas Jahn nach. Jahn setzt das Ganze in Bilder um, die bewusst mit Zitaten und Klischees spielen, aber nie selber zu solchen werden. Jahn gibt dem Film etwas Artifizielles, etwas Kino-Gerechtes. Dem zarten Dicken aus Berlin steht der ungewohnte Look durchaus.“
Die Prisma-Redaktion gab dem Film drei von fünf möglichen Sternen und zeigte sich auch von dieser Folge sehr angetan: „Regisseur Thomas Jahn (‚Knockin' On Heaven’s Door‘) inszenierte eine packende Folge der Krimi-Reihe, in der die Zuschauer in Rückblenden endlich erfahren, warum Sperling keine Waffe trägt. Einmal mehr überzeugt Charakterdarsteller Dieter Pfaff, der in unregelmäßigen Abständen auch den Psychologen Bloch […] verkörpert, in der Rolle des unorthodoxen Ermittlers.“
Die Redaktion des Filmdienstes befand: „Ein sehr persönlicher Fall des sympathischen Fernseh-Kommissars, der allein seinem Gewissen verantwortlich ist. – Ab 14.“